# Hollywood/Vine (Metro de Los Ángeles)
Hollywood/Vine es una estación en la línea B del Metro de Los Ángeles y es administrada por la Autoridad de Transporte Metropolitano del Condado de Los Ángeles. La estación se encuentra localizada en Hollywood, Los Ángeles en Hollywood Boulevard. El Paseo de la Fama de Hollywood se encuentra en el segundo nivel.

## Servicios
Servicios del Metro
- Metro Local: 180, 181, 210, 212, 217, 222, 312
- Metro Rapid: 780

Otros servicios locales
- LADOT DASH: Hollywood, Hollywood/Wilshire, Beachwood Canyon